# Aeropuerto El Embrujo
El Aeropuerto El Embrujo es un aeropuerto regional que está situado en la isla de Providencia, municipio de Providencia y Santa Catalina Islas en Colombia. Es el aeropuerto más septentrional en todo el territorio colombiano.

## Descripción
La pista de aterrizaje de este aeropuerto es muy corta, por lo que se hace difícil operar vuelos desde la parte continental de Colombia, en la actualidad en él solo pueden operar aeronaves de máximo 20 pasajeros, siendo el avión más grande que ha llegado el Dornier 328. La compañía West Caribbean realizaba alrededor de 8 vuelos desde San Andrés con aviones tipo Let L-410 Turbolet.

## Localización
El aeropuerto está situado en las coordenadas:
- 13° 21' 22" Norte
- 81° 21' 33" Oeste
- Código: SKPV
- coordenadas planas: 1'972.600 Norte y 536.117 Este.

## Nuevos Planes & Obras

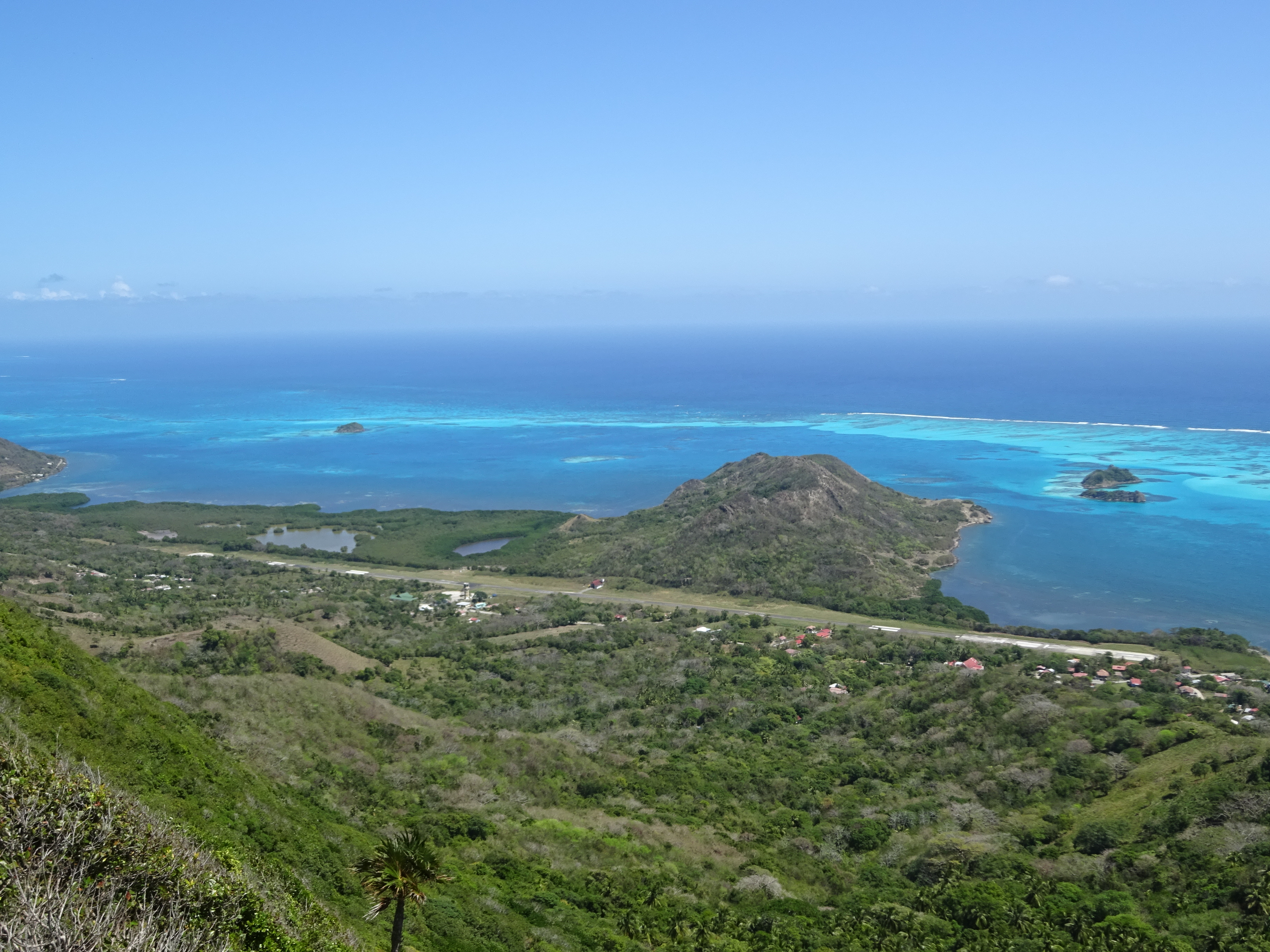
Panorámica del aeropuerto y junto al Parque nacional Old Providence

En la actualidad los planes de inversión para el aeropuerto se están llevando a cabo, los cuales serían, modernizar en su totalidad el aeropuerto para recibir aviones de más de 50 pasajeros, tipo ATR 42-500; Los obras incluyen instalación de radio ayudas, habilitamiento de la cabecera 35, cerramientos, ampliación de la plataforma para recibir hasta 4 aviones tipo ATR, ampliación zonas de seguridad y ampliación de pista que sería de 300×20 metros para quedar en 1600×35 metros. Se visualiza también habilitar en el aeropuerto una zona de emigración, para ello también se ampliará la terminal ya que se prevé habilitarlo en un futuro internacionalmente a vuelos desde y hacia Centroamérica, islas del Caribe y Miami, además de vuelos a ciudades continentales de Colombia. Pese a los potenciales beneficios económicos de la ampliación del aeropuerto, la comunidad de la isla se ha opuesto a este proyecto debido a los impactos sociales que el mismo tendría sobre la isla.

## Destinos
- Searca
  - Isla de San Andrés / Aeropuerto Internacional Gustavo Rojas Pinilla
  - Medellín / Aeropuerto Enrique Olaya Herrera (Chárter)

## Aerolíneas que cesaron operación
Aerolíneas Extintas
- SAM Colombia
  - Isla de San Andrés / Aeropuerto Internacional Gustavo Rojas Pinilla
- West Caribbean Airways
  - Isla de San Andrés / Aeropuerto Internacional Gustavo Rojas Pinilla

## Accidentes e incidentes
- El 26 de marzo de 2005 un Let de matrícula HK-4146, se estrelló contra uno de los cerros de la isla despegando en su habitual vuelo hacia San Andrés. El avión cayó en un espeso manglar, en el impacto fallecieron la mayoría de las 14 personas a bordo; En agosto de 2005 West Caribbean suspendió operaciones, y Satena retomó la ruta operando 5 vuelos diarios en Let L-410 Turbolet San Andrés-Providencia-San Andrés.
- El 12 de diciembre de 2012 un helicóptero Blackhawk de la Fuerza Aérea Colombiana que cumplía misiones de reconocimiento y soberanía sobre las islas de Providencia y Santa Catalina, arborizó de emergencia en un cerro cercano al Aeropuerto El Embrujo al presentarse fuertes ráfagas de viento haciendo que este cayera y quedara en pérdida total. Sus ocupantes salieron heridos.[4]
- El 16 de noviembre de 2020, como resultado del paso del Huracán Iota, el aeropuerto cerró temporalmente tras sufrir daños de consideración, quedando sus edificaciones destruidas e inoperables y su pista cubierta de escombros.[5]